# Ralph Graf von Oriola
Ralph Georg Edgar Joachim Eddo Graf von Oriola (sinh ngày 9 tháng 8 năm 1895 mất ngày 28 tháng 4 năm 1970) là trung tướng trong quân đội Đức Quốc xã và ông nhận được Hiệp sĩ Thập tự của Thập tự sắt, vì chiến đấu anh dũng trong điều kiện khó khăn và lãnh đạo quân đội xuất sắc. Ralph Graf von Oriola bị quân đội Mỹ bắt vào năm 1945 và được thả ra vào năm 1948.
Ông kết hôn hai lần, lần đầu là với Elisabeth Trampe Agner (sinh ở Leipzig, vào ngày 12 tháng 4 năm 1893) và lần thứ hai là với Edith Gertrud Müller (sinh ở Witten, Ruhr, ngày 12 tháng 6 năm 1909).

### Tư liệu
- Fellgiebel, Walther-Peer (2000). Die Träger des Ritterkreuzes des Eisernen Kreuzes 1939-1945. Friedburg, Germany: Podzun-Pallas. ISBN 3-7909-0284-5.
- Scherzer, Veit (2007). Ritterkreuzträger 1939–1945 Die Inhaber des Ritterkreuzes des Eisernen Kreuzes 1939 von Heer, Luftwaffe, Kriegsmarine, Waffen-SS, Volkssturm sowie mit Deutschland verbündeter Streitkräfte nach den Unterlagen des Bundesarchives (in German). Jena, Germany: Scherzers Miltaer-Verlag. ISBN 978-3-938845-17-2.